# EDGE OF THIS WORLD
「EDGE OF THIS WORLD」（エッジ・オブ・ディス・ワールド）は、MISIAの配信限定シングル。2010年4月28日にアリオラジャパンよりリリース。

## 解説
前作「星のように…」から4か月半ぶりとなる2010年第1弾シングル。配信限定シングルとしては「少しずつ 大切に」以来、5作目である。同年4月14日に着うた配信開始。着うたフル、リングバックトーン、PCは4月28日より配信された。
本作はMISIAにとって初となるアニメ（アニメ映画）主題歌である。
2011年発売の10thアルバム『SOUL QUEST』に収録された。

## 収録曲
1. EDGE OF THIS WORLD [4:35]
作詞：MISIA / 作曲：Sinkiroh / 編曲：Gomi / ストリングス・アレンジ：弦一徹
  - 角川配給アニメ映『いばらの王 -King of Thorn-』主題歌